# ナシュワン
ナシュワン (Nashwan) は、アメリカ生まれの競走馬、種牡馬である。1989年、イギリス2000ギニーとダービーを制してニジンスキー以来のイギリスクラシック二冠を達成した。

## 戦績
2歳時は2戦2勝、いずれも危なげない勝利だった。
3歳になり、2000ギニーに直行しそのまま勝利、続くダービーでも2着を5馬身引き離して勝利し、ニジンスキー以来のイギリスクラシック二冠を達成した。続いて出走したエクリプスステークスでも5馬身差で勝利、さらにキングジョージ6世&クイーンエリザベスステークスではカコイーシーズにクビ差まで粘られるものの勝利した。こうなると、ニジンスキー以来のイギリスクラシック三冠を目指すのか、凱旋門賞を目指すのか（1年でダービー、エクリプスステークス、キングジョージ、凱旋門賞の4レースを制覇するのはミルリーフ以来、なおミルリーフは2000ギニーでは2着に敗れている）注目されたが、セントレジャーステークスに出走しないことを表明、フランスに渡った。
ところが、凱旋門賞の前哨戦に選んだニエル賞でゴールデンフェザントの3着に敗れると、そのまま引退を表明し、種牡馬入りした。

### 競走成績
| 出走日     | 競馬場           | 競走名      | 格 | 距離    | 着順 | 騎手       | 着差    | 1着（2着）馬    |
| ---------- | ---------------- | ----------- | -- | ------- | ---- | ---------- | ------- | --------------- |
| 1988.08.13 | ニューベリー     | 未勝利      |    | 芝7f    | 1着  | W.カーソン | 3/4馬身 | (Young Turpin)  |
| 1988.10.08 | ニューベリー     | オータムS   | L  | 芝8f    | 1着  | W.カーソン | 4馬身   | (Optimist)      |
| 1989.05.06 | ニューマーケット | 2000ギニー  | G1 | 芝8f    | 1着  | W.カーソン | 1馬身   | (Exbourne)      |
| 1989.06.07 | エプソム         | ダービー    | G1 | 芝12f   | 1着  | W.カーソン | 5馬身   | (Terimon)       |
| 1989.07.08 | サンダウン       | エクリプスS | G1 | 芝10f   | 1着  | W.カーソン | 5馬身   | (Opening Verse) |
| 1989.07.22 | アスコット       | KGVI&QES    | G1 | 芝12f   | 1着  | W.カーソン | クビ    | (Cacoethes)     |
| 1989.09.17 | ロンシャン       | ニエル賞    | G2 | 芝2400m | 3着  | W.カーソン | 2馬身   | Golden Pheasant |

## 種牡馬時代
1990年よりイギリスにあるシャドウェルスタッドで種牡馬入りし、2002年に手術の際の出血多量が元で7月19日に16歳で死亡した。
種牡馬としては、多くの国でG1を勝つ産駒を輩出した。初期の代表的な馬にスウェイン（キングジョージ6世&クイーンエリザベスダイヤモンドステークス連覇、アイリッシュチャンピオンステークスなど）、ワンソーワンダフル（牝馬ながらインターナショナルステークスを制覇）など。晩年はバゴ（凱旋門賞、パリ大賞など。2006年度より日本にて種牡馬入り）を出した。

### 主な産駒
- バゴ（凱旋門賞、パリ大賞典、ガネー賞、ジャンプラ賞、クリテリウム国際）
- スウェイン（キングジョージ6世&クイーンエリザベスダイヤモンドステークス連覇、コロネーションカップ、アイリッシュチャンピオンステークス）
- ワンデスタ（メートリアークステークス、サンタバーバラハンデキャップ、サンタアナハンデキャップ）
- アカーリド（フィリーズマイル）
- ワンソーワンダフル（インターナショナルステークス）
- ナディア（サンタラリ賞）

## 血統表
| ナシュワンの血統（ブラッシンググルーム系（ナスルーラ系） / アウトブリード） | ナシュワンの血統（ブラッシンググルーム系（ナスルーラ系） / アウトブリード） | ナシュワンの血統（ブラッシンググルーム系（ナスルーラ系） / アウトブリード） | （血統表の出典）   | （血統表の出典） |
| 父 Blushing Groom 1974 栗毛                                                 | 父の父Red God 1954 栗毛                                                     | Nasrullah                                                                   | Nearco             | Nearco           |
| 父 Blushing Groom 1974 栗毛                                                 | 父の父Red God 1954 栗毛                                                     | Nasrullah                                                                   | Mumtaz Begum       |                  |
| 父 Blushing Groom 1974 栗毛                                                 | 父の父Red God 1954 栗毛                                                     | Spring Run                                                                  | Menow              | Menow            |
| 父 Blushing Groom 1974 栗毛                                                 | 父の父Red God 1954 栗毛                                                     | Spring Run                                                                  | Boola Brook        |                  |
| 父 Blushing Groom 1974 栗毛                                                 | 父の母Runaway Bride 1962 鹿毛                                               | Wild Risk                                                                   | Rialto             | Rialto           |
| 父 Blushing Groom 1974 栗毛                                                 | 父の母Runaway Bride 1962 鹿毛                                               | Wild Risk                                                                   | Wild Violet        |                  |
| 父 Blushing Groom 1974 栗毛                                                 | 父の母Runaway Bride 1962 鹿毛                                               | Aimee                                                                       | Tudor Minstrel     | Tudor Minstrel   |
| 父 Blushing Groom 1974 栗毛                                                 | 父の母Runaway Bride 1962 鹿毛                                               | Aimee                                                                       | Emali              |                  |
| 母 Height of Fashion 1979 鹿毛                                              | 母の父Bustino 1971 鹿毛                                                     | Busted                                                                      | Crepello           | Crepello         |
| 母 Height of Fashion 1979 鹿毛                                              | 母の父Bustino 1971 鹿毛                                                     | Busted                                                                      | Sans le Sou        |                  |
| 母 Height of Fashion 1979 鹿毛                                              | 母の父Bustino 1971 鹿毛                                                     | Ship Yard                                                                   | Doutelle           | Doutelle         |
| 母 Height of Fashion 1979 鹿毛                                              | 母の父Bustino 1971 鹿毛                                                     | Ship Yard                                                                   | Paving Stone       |                  |
| 母 Height of Fashion 1979 鹿毛                                              | 母の母Highclere 1971 鹿毛                                                   | Queen's Hussar                                                              | March Past         | March Past       |
| 母 Height of Fashion 1979 鹿毛                                              | 母の母Highclere 1971 鹿毛                                                   | Queen's Hussar                                                              | Jojo               |                  |
| 母 Height of Fashion 1979 鹿毛                                              | 母の母Highclere 1971 鹿毛                                                   | Highlight                                                                   | Borealis           | Borealis         |
| 母 Height of Fashion 1979 鹿毛                                              | 母の母Highclere 1971 鹿毛                                                   | Highlight                                                                   | Hypericum F-No.2-f |                  |

半弟にネイエフ（Nayef、父ガルチ。主な勝ち鞍にチャンピオンステークス・インターナショナルステークス）がいる。